# Curbans
Curbans település Franciaországban, Alpes-de-Haute-Provence megyében. Lakosainak száma 577 fő (2022. január 1.). Curbans Le Caire, Claret, Faucon-du-Caire, Melve, La Motte-du-Caire, Venterol, Lardier-et-Valença, La Saulce, Tallard és Vitrolles községekkel határos.

## Népesség
A település népességének változása:
| Lakosok száma | 136  | 164  | 241  | 333  | 497  | 538  | 575  | 571  | 576  | 577  |
|               | 1968 | 1982 | 1990 | 2006 | 2013 | 2015 | 2017 | 2019 | 2020 | 2022 |